# Helge Rancken
Helge Finn Rancken (né le 26 août 1857 à Pietarsaari et mort le 28 novembre 1912 à Helsinki) est un architecte finlandais.

## Biographie
Helge Rancken est diplômé de l'école secondaire technique de Vaasa et a commencé ses études à l'institut polytechnique d'Helsinki en 1873. En 1878, Helge Rancken obtient son diplôme d'architecte de l'institut polytechnique d'Helsinki. Entre 1881 et 1884, il effectue des voyages d'études en France, en Italie, en Espagne et en Allemagne.
Entre 1885 et 1888, Helge Rancken enseigne à l'Institut polytechnique et il travaille à la direction des bâtiments de Finlande, où il est l'assistant de Constantin Kiseleff, qui a conçu les bâtiments en briques de la  colline du séminaire de Jyväskylä.
Il achève les travaux de conception de l'Hôpital chirurgical d'Helsinki dont l'architecte Frans Anatolius Sjöström avait dessiné les plans avant de mourir en 1885. La construction de l'hôpital s'achèvera en 1888.
Rancken enseigne a l'institut polytechnique de 1885 à 1888 et, en 1888, il est nommé architecte au Direction des bâtiments publics de la province de Turku, poste dont il démissionnera en 1901. Après cela, il aura son propre cabinet d'architecte jusqu'en 1906.

## Ouvrages principaux
- Työväen Säästöpankki, Erottajankatu 15-17, Helsinki[2] (1886)[3]
- Clocher de l'église de Pertteli (1889)[4]
- Villa Bella Vista à Ruissalo (1892)[5]
- Église de Vampula (1894)[6]
- Église de Lavia[7] (1896)[8]
- Église de Kuusisto[9] (1900)[10]
- Église de Paattinen (1909)[11]
- Nouvelle église de Västanfjärd (1912)[12]

## Galerie

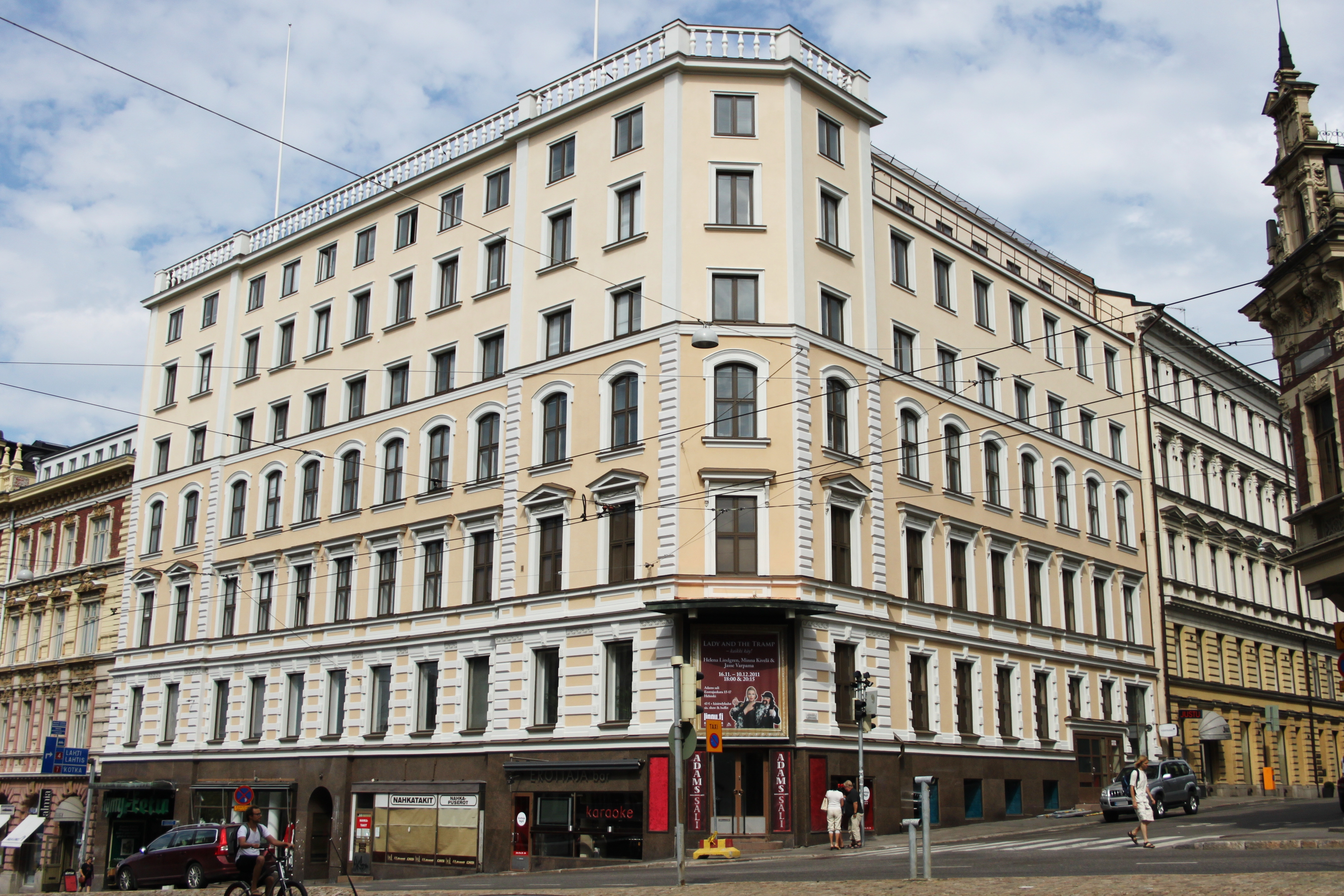
Työväen Säästöpankki
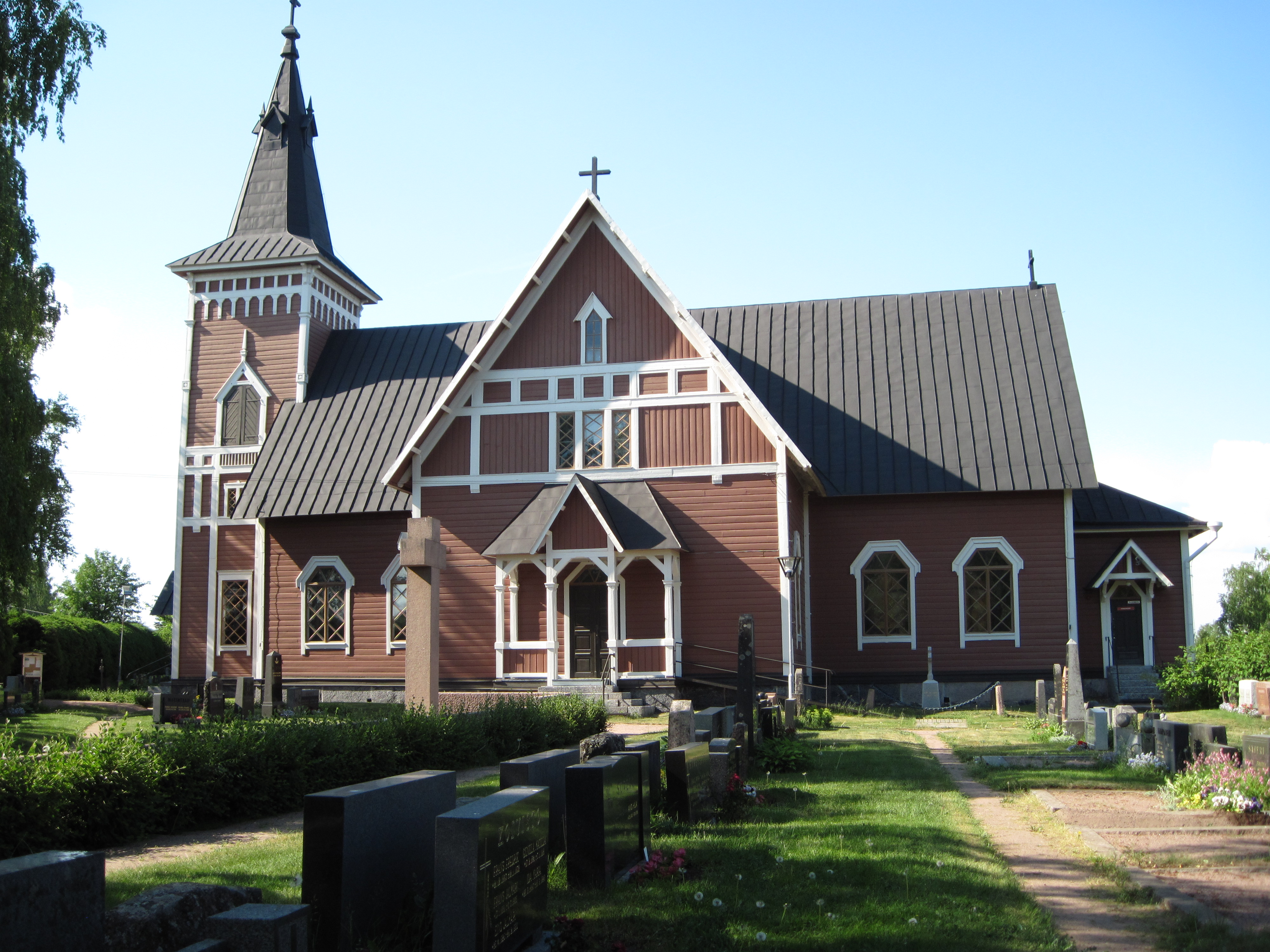
Église de Vampula
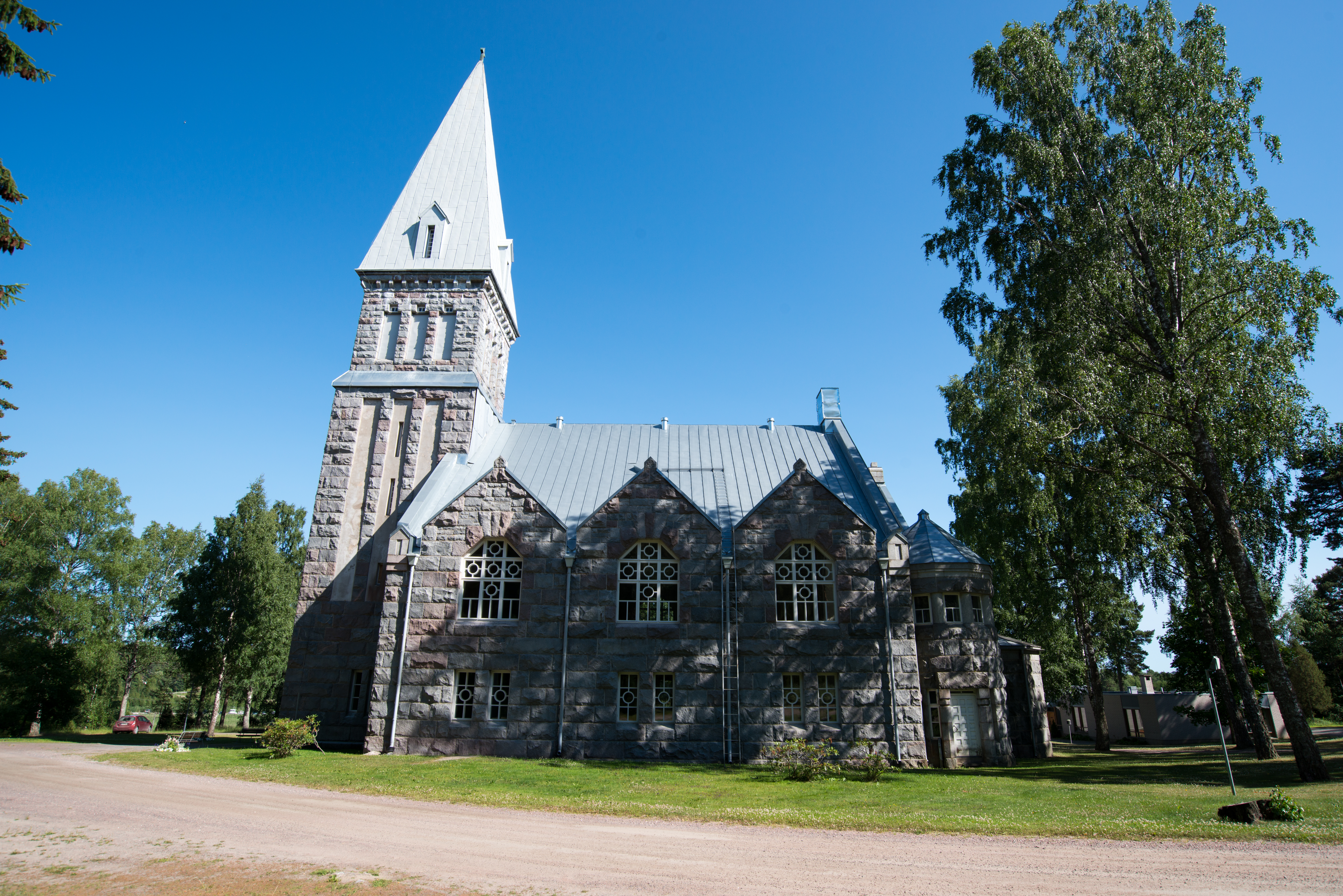
Église de Västanfjärd